# The Old Man Who Tried to Grow Young
The Old Man Who Tried to Grow Young è un cortometraggio muto del 1916 diretto da Thomas N. Heffron. Di genere drammatico, prodotto dalla Selig e sceneggiato da Malcolm Douglas, il film aveva come interpreti Al W. Filson, Charles West, Vivian Reed, Harry Lonsdale, Eugenie Besserer.

## Trama
Il ricco Rodney Graves sarebbe disposto a tutto per avere la bella Doris Keene, una ragazza che si occupa di beneficenza e alla quale stacca un assegno di quattromila dollari destinato alle sue attività. Nonostante tutto, Doris non ha alcun interesse per il vecchio milionario, a cui preferisce il suo segretario, il giovane George Harding, suo promesso fidanzato. Un ciarlatano, il dottor Ceneri, venendo a sapere del desiderio di Graves, gli promette un elisir che lo farà diventare più giovane di almeno trent'anni. Un giorno, a casa sua, lo ipnotizza per poi tingergli i capelli. Quando rientra in sé, Graves, vedendo i capelli, crede per davvero di aver riacquisito la giovinezza e si propone a Doris che però lo respinge. L'uomo, allora, decide di vendicarsi sul suo rivale. Fa sembrare che Harding sia fuggito con il libro paga della compagnia e lo fa arrestare. Poi ricatta Doris dicendole che se vuole salvare il fidanzato, dovrà invece acconsentire a sposare lui. La ragazza, con il cuore in frantumi, accetta. Nel frattempo, l'influenza dell'elisir, che toglieva a Graves gran parte dei suoi malanni, finisce e al milionario tornano i dolori, anche cardiaci, di sempre. Quando Doris gli si rifiuta, Graves viene preso da un attacco e le urla che Harding è innocente, vittima di una sua trama per potere ottenere lei. Afferrato da un parossismo doloroso, cade poi a terra senza vita. Il cameriere, che ha sentito tutto, testimonia a favore del segretario, facendolo rilasciare.

## Produzione
Il film fu prodotto dalla Selig Polyscope Company.

## Distribuzione
Distribuito dalla General Film Company, il film - un cortometraggio in tre bobine - uscì nelle sale cinematografiche statunitensi il 31 luglio 1916.